# Orso (vescovo)
Orso (Benevento, IX secolo – ...) è stato un vescovo italiano di Benevento.

## Biografia
Come specifica il Muratori Orso non era di origini napoletane, egli divenne un vescovo.
Si racconta di lui nelle varie traslazioni dei corpi di Santa Felicita, di San Diodato, San Marciano e Santa Trofimena compiute, come si racconta, al tempo del principe Sicardo.
La più famosa venne effettuata il 25 ottobre 839, trasferì il corpo di Bartolomeo apostolo nella basilica a lui dedicata.
Si narra dei suoi lavori per ampliare il castello di Monte Sant'Angelo nel Gargano. Le cause della sua morte non sono mai state rese note, dai pochi dati pervenutici si deduce che sopravvisse alla morte del principe Sicardo

## LaAdbreviatio artis grammaticae
Scrisse una Adbreviatio artis grammaticae, ovvero un manuale di grammatica latina costituito da un'epitome (riassunto) dei più importanti grammatici latini tardo-antichi, soprattutto Prisciano e, in misura minore, Donato ed altri. L'opera è contenuta nel codice Casanatensis 1086 ed è, ad oggi, inedita tranne che per la sezione iniziale (De nomine, fogli 1-11), di cui è stata realizzata nel 2016 un'edizione critica digitale (vd. Bibliografia sotto).